# القلعة (تمزڭانة)
القلعة هي إحدى مشيخات المملكة المغربية، تتبع جغرافيا لإقليم تاونات وإداريًا لتمزڭانة. يقدر عدد سكانها بـ 13849 نسمة حسب الإحصاء الرسمي للسكان والسكنى لسنة 2004.